# William D. Jelks
William Dorsey Jelks (ur. 7 listopada 1855, zm. 14 grudnia 1931) – amerykański polityk ze stanu Alabama. Ten demokrata pełnił trzykrotnie urząd gubernatora Alabamy – w tym raz tymczasowo, a dwa razy podczas jednej, własnej kadencji, kiedy na rok musiał opuścić stan i wicegubernator sprawował przez ten czas jego obowiązki.

## Życiorys
Jelks urodził się w Warrior Stand, które należało wtedy do Russell County, aczkolwiek obecnie znajduje się w granicach Macon County. Uczęszczał na Mercer University oraz University of Alabama. W roku 1879 zaczął pracować w Union Springs Herald, w następnym zaś roku kupił i został redaktorem Eufaula Times. Pełnił także wysokie funkcje w powiatowej radzie ds. szkolnictwa.

### Gubernator po raz pierwszy
W roku 1898 wybrano go członkiem stanowego Senatu z Barbour County. Przewodniczył w tej izbie kilku komitetom ds. konstytucyjnych. W roku 1900 został przewodniczącym Senatu. A że w owym czasie nie istniał jeszcze urząd wicegubernatora stanu, przeto w okresie czasowej (1 grudnia – 26 grudnia) nieobecności gubernatora Williama J. Samforda był tymczasowym gubernatorem. Potem powrócił do swoich obowiązków w Senacie.

### Gubernator po raz drugi i trzeci
Kiedy gubernator Samford zmarł dnia 11 czerwca roku 1901 prezydent Senatu, czyli Jelks, został nowym gubernatorem na okres wygaśnięcia mandatu. W tym czasie odegrał ważnę rolę w przyjęciu nowej konstytucji, która wydłużała kadencję gubernatorską do lat czterech i wprowadzała urząd jego zastępcy – pierwszym w nowej sytuacji prawnej został Russell Cunningham.
Wybrany na własną kadencję w roku 1902 Jelks został pierwszym gubernatorem, którego obrano na cztery lata.
W czasie jego kadencji uchwalono prawa regulujące kwestią zatrudnienia dzieci, zreformowano stanowe władze kolejnictwa, rozbudowano stanowy kapitol i utworzono Houston County. Legislatura uchwaliła też zakaz pracy dzieci poniżej 12 roku życia i ograniczenie tygodniowego czasu pracy starszych nieletnich pracowników.
W pierwszej połowie roku 1904 zachorował i w celu leczenia musiał opuścić stan. Nie było go prawie rok (5 kwietnia 1904 – 5 marca 1905). Od dnia 25 marca, zgodnie z konstytucją, wicegubernator Cunningham został tymczasowym gubernatorem i pełnił ten urząd do powrotu wyleczonego Jelksa.
Kiedy Jelks opuszczał urząd na początku roku 1907 był najdłużej urzędującym z dotychczasowych. Rekord (ok. 7 lat, wliczając nieobecność, podczas której dalej formalnie był gubernatorem) ten pobity został potem m.in. przez George’a Wallace’a (służył w latach 1963–1967, 1971–1979 i 1983–1987), Jima Folsoma seniora (1947–1951 i 1955–1959), Foba Jamesa (1979–1983 i 1995–1999).

### Dalsze życie
Kiedy opuszczał urząd z wyraźną nadwyżką w stanowej kasie, polecił, aby wydać ją na edukację. Założył potem Protective Life Insurance Company w Birmingham, której prezesował. Był też delegatem na konwencję demokratów w roku 1912, która nominowała Woodrowa Wilsona jako kandydata na prezydenta.